# Igor Sjuvalov
Igor Ivanovitj Sjuvalov (ry.: Игорь Иванович Шувалов [ˈɪgərʲ ɪvənɐˈvʲɪʨ ʂʊˈvaləf]), född 4 januari 1967 i Bilibino, Ryska SFSR i Sovjetunionen (nuvarande Bilibino i Ryssland), är en rysk politiker som är Rysslands förste vice premiärminister sedan 7 maj 2008. Åren 2008 till 2012 var han i regeringen Putin II och sedan 2012 med i regeringen Medvedev.

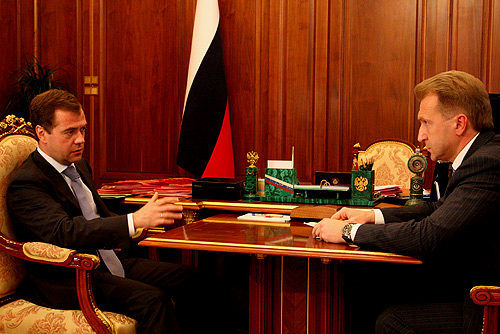
Sjuvalov (höger) med President Medvedev, 2008.

## Uppgifter
Sjuvalov har uppgifter som:
- Utländska relationer och handel, inklusive förbindelser med CIS
- Skydd av immateriella rättigheter
- Tekniska föreskrifter
- Förbindelserna för att ange Världshandelsorganisationen
- Civila försvar och säkerhet av nödsituationer
- Vägar
- Förvaltning av statliga fastigheter
- Kartläggning och registrering av fastigheter
- Små företag
- Taxor
- Frihet av ekonomiska verksamheter och antimonopol förordningar, statlig politik på naturliga monopol
- Socialekonomiska utvecklingar i regioner och ekonomiska frizoner